# It Takes 2
It Takes 2 is een Nederlands televisieprogramma dat van 2016 tot en met 2018 uitgezonden werd door RTL 4, in het najaar van 2018 nam SBS6 het programma over. In het programma namen bekende Nederlanders waarvan niet bekend is dat ze konden zingen het tegen elkaar op in een zangwedstrijd.

## Geschiedenis
In de eerste aflevering traden de negen bekende Nederlanders solo op. Backstage luisterden drie professionals in het vak mee, deze verschilden per seizoen.
De professionals konden tijdens de eerst aflevering de optredens alleen horen; niet zien. Dit is enigszins vergelijkbaar met de blind auditions van The voice of Holland. Na steeds drie solo-optredens kozen de professionals duetpartners die ze de volgende afleveringen in het programma zullen begeleiden, in totaal selecteren ze elk drie bekende Nederlanders.
Elke aflevering werden de zangprestaties beoordeeld door een publieksjury en driekoppige jury bestaande uit beroepszangers. De jurybezetting verschilde per seizoen.

## Cast
 Hoofdpresentator
 Co-presentator
 Jurylid
 Professional
| Cast                   | Seizoen | Seizoen | Seizoen | Seizoen |
| Cast                   | 1       | 2       | 3       | 4       |
| ---------------------- | ------- | ------- | ------- | ------- |
| Chantal Janzen         |         |         |         |         |
| Gordon                 |         |         |         |         |
| Jamai Loman            |         |         |         |         |
| Winston Gerschtanowitz |         |         |         |         |
| Angela Groothuizen     |         |         |         |         |
| Roel van Velzen        |         |         |         |         |
| John Ewbank            |         |         |         |         |
| Niels Littooij         |         |         |         |         |
| Gerard Ekdom           |         |         |         |         |
| Ronnie Flex            |         |         |         |         |
| Edsilia Rombley        |         |         |         |         |
| Trijntje Oosterhuis    |         |         |         |         |
| Waylon                 |         |         |         |         |
| Glennis Grace          |         |         |         |         |
| Marcel Veenendaal      |         |         |         |         |
| Romy Monteiro          |         |         |         |         |

## Seizoenen

### Seizoen 1 (2016)
Het eerste seizoen werd uitgezonden door RTL 4 en ging van start op 12 maart 2016. Dit seizoen werd gepresenteerd door Chantal Janzen met Gordon als co-presentator. De jury bestond uit Angela Groothuizen, Roel van Velzen en John Ewbank. De professionals bestonden uit Trijntje Oosterhuis, Waylon en Glennis Grace.
| Nr. | Deelnemer              | Beroep                                           | Team     | Uitschakeling |
| --- | ---------------------- | ------------------------------------------------ | -------- | ------------- |
| 1   | Jan Versteegh          | presentator                                      | Trijntje | Winnaar       |
| 2   | Marlijn Weerdenburg    | actrice                                          | Waylon   | Runner-up     |
| 3   | Fatima Moreira de Melo | pokerspeelster, actrice, oud-hockeyinternational | Glennis  | Finale        |
| 4   | Jan Kooijman           | acteur, presentator                              | Glennis  | Finale        |
| 5   | Carolien Borgers       | cabaretière                                      | Waylon   | 16 april      |
| 6   | Lieke van Lexmond      | presentatrice, actrice, model                    | Trijntje | 9 april       |
| 7   | Pim Wessels            | musicalster                                      | Waylon   | 2 april       |
| 8   | Klaas van der Eerden   | cabaretier                                       | Trijntje | 26 maart      |
| 9   | Rutger Vink            | youtuber                                         | Glennis  | 19 maart      |

### Seizoen 2 (2017)
Het tweede seizoen werd wederom uitgezonden door RTL 4 en ging van start op 30 april 2017. Chantal Janzen verliet het programma als presentatrice: Gordon die eerder co-presentator was nam haar plek in. Naast Gordon was Jamai Loman als co-presentator te zien. Angela Groothuizen keerde als enige van de jury terug, ditmaal werd ze versterkt door juryleden Niels Littooij en Gerard Ekdom. De professionals bleven ongewijzigd.
| Nr. | Deelnemer       | Beroep                               | Team     | Uitschakeling |
| --- | --------------- | ------------------------------------ | -------- | ------------- |
| 1   | Bibi Breijman   | realityster, vlogster, presentatrice | Waylon   | Winnaar       |
| 2   | Tooske Ragas    | presentatrice                        | Trijntje | Runner-up     |
| 3   | Ruben Nicolai   | komiek, presentator                  | Trijntje | Finale        |
| 4   | Buddy Vedder    | acteur, presentator                  | Glennis  | Finale        |
| 5   | Holly Mae Brood | actrice, model                       | Waylon   | 4 juni        |
| 6   | Gijs Staverman  | radio-dj                             | Glennis  | 28 mei        |
| 7   | Hans Klok       | goochelaar-illusionist               | Glennis  | 21 mei        |
| 8   | Keizer          | rapper                               | Trijntje | 14 mei        |
| 9   | Hanna Verboom   | actrice                              | Waylon   | 7 mei         |

### Seizoen 3 (2018)
Begin 2018 werd bekendgemaakt dat It Takes 2 terug zou keren voor een derde seizoen. Het derde seizoen werd door RTL 4 uitgezonden en ging van start op 24 maart 2018. De presentatoren bleven ongewijzigd. In de jury werd Niels Littooij vervangen door Ronnie Flex. De professionals Waylon en Glennis Grace werden vervangen door Marcel Veenendaal en Romy Monteiro.
| Nr. | Deelnemer        | Beroep                               | Team     | Uitschakeling |
| --- | ---------------- | ------------------------------------ | -------- | ------------- |
| 1   | Dionne Slagter   | youtuber                             | Marcel   | Winnaar       |
| 2   | Eva Cleven       | dj, presentatrice                    | Romy     | Runner-up     |
| 3   | Leo Alkemade     | acteur, cabaretier                   | Trijntje | Finale        |
| 4   | Jörgen Raymann   | presentator, cabaretier              | Trijntje | Finale        |
| 5   | Evi Hanssen      | presentatrice                        | Marcel   | 28 april      |
| 6   | Marieke Elsinga  | presentatrice en radio-dj            | Trijntje | 21 april      |
| 7   | Mika van Leeuwen | haar- en make-upartiest              | Romy     | 14 april      |
| 8   | Robin Martens    | actrice, danseres, zangeres en model | Marcel   | 7 april       |
| 9   | Bert van Leeuwen | presentator                          | Romy     | 31 maart      |

### Seizoen 4 (2019)
In het najaar van 2018 nam SBS6 het programma format over van RTL 4, hierdoor werd de cast van het programma aangepast. Het vierde seizoen wordt vanaf het voorjaar van 2019 uitgezonden bij SBS6. De presentatie is in handen van Winston Gerschtanowitz, Gordon keerde terug ditmaal als co-presentator. De jury bleef ongewijzigd op Angela Groothuizen na, zij werd vervangen door Edsilia Rombley. De professionals bleven ongewijzigd op Romy Monteiro na, zij werd vervangen door oud-professional Waylon. Op 19 februari 2019 werden de deelnemers bekendgemaakt
| Nr. | Deelnemer              | Beroep                               | Team     | Uitschakeling |
| --- | ---------------------- | ------------------------------------ | -------- | ------------- |
| 1   | Loes Haverkort         | actrice                              | Marcel   | Winnaar       |
| 2   | Imanuelle Grives       | actrice                              | Waylon   | Runner-up     |
| 3   | Pim Muda               | cabaretier en acteur                 | Trijntje | Finale        |
| 4   | Lisa Michels           | presentatrice                        | Waylon   | Finale        |
| 5   | Harry Piekema          | acteur                               | Trijntje | 7 juni        |
| 6   | Jan Joost van Gangelen | sportpresentator                     | Waylon   | 31 mei        |
| 7   | Bobbi Eden             | voormalig pornoactrice en columniste | Marcel   | 24 mei        |
| 8   | Stefan Jurriens        | Youtuber en dj                       | Trijntje | 17 mei        |
| 9   | Rens Kroes             | schrijfster                          | Marcel   | 10 mei        |